# バーニング・アップ
『バーニング・アップ』（Madonna）は、マドンナのデビュー・アルバムである。

## 概要
1982年、ニューヨークのダウンタウンにて無名の時に作られたデモテープ「エヴリバディ」をきっかけにサイアー・レコードと契約を結び、その後の正式版「エヴリバディ」の商業的成功で当アルバムが作られた。
レジー・ルーカスをプロデューサーとしてアルバムを制作するが、完成させてみるとマドンナにとっては満足の行く出来ではなかったため、急遽その当時に付き合っていたジョン・"ジェリービーン"・ベニーテスを呼び、追加制作（多くの曲のリミックスと「ホリデイ」の制作）を行いリリースした。
このアルバムにはリンドラム、モーグ、オーバーハイムOB-Xa等の当時の最新技術が詰め込まれており、新しい音色は特にダンスジャンルから歓迎された。
Billboard 200において8位、欧州各国でも軒並みトップ10入り、全世界で1000万枚を売り上げ、商業的には大成功した。当時の批評は芳しくなかったが、21世紀現在では1980年代を代表する作品の1つとして見直されている。
マドンナといえばMTVによるミュージック・ビデオの効果的な活用で有名であるが、当アルバムのセールス時にはさほどミュージック・ビデオには力を入れておらず、ナイトクラブ等のダンスジャンルへ集中的にセールスしていた。マドンナ＝ミュージック・ビデオという図式になるのは、次作『ライク・ア・ヴァージン』からである。

## 収録曲
| #   | 邦題                                          | 原題                       | 作者                       | 長さ |
| --- | --------------------------------------------- | -------------------------- | -------------------------- | ---- |
| 1.  | ラッキー・スター                              | "Lucky Star"               | Madonna                    | 5:37 |
| 2.  | ボーダーライン                                | "Borderline"               | Reggie Lucas               | 5:18 |
| 3.  | バーニング・アップ                            | "Burning Up"               | Madonna                    | 3:45 |
| 4.  | アイ・ノウ・イット                            | "I Know It"                | Madonna                    | 3:47 |
| 5.  | ホリデイ                                      | "Holiday"                  | Curtis Hudson Lisa Stevens | 6:08 |
| 6.  | シンク・オブ・ミー                            | "Think of Me"              | Madonna                    | 4:54 |
| 7.  | フィジカル・アトラクション                    | "Physical Attraction"      | Lucas                      | 6:39 |
| 8.  | エヴリバディ                                  | "Everybody"                | Madonna                    | 4:57 |
| 9.  | バーニング・アップ （12インチ・ヴァージョン） | "Burning Up" (12" Version) | Madonna                    | 5:59 |
| 10. | ラッキー・スター （ニュー・ミックス）         | "Lucky Star" ("New" Mix)   | Madonna                    | 7:15 |

## シングル
| #  | 曲名               | リリース      |
| -- | ------------------ | ------------- |
| 1. | エヴリバディ       | 1982年10月6日 |
| 2. | バーニング・アップ | 1983年3月9日  |
| 3. | ホリデイ           | 1983年9月7日  |
| 4. | ボーダーライン     | 1984年2月15日 |
| 5. | ラッキー・スター   | 1984年8月8日  |

## アルバム・クレジット

### 参加ミュージシャン
- マドンナ – ボーカル, バックグラウンドボーカル, カウベル
- Tina B. – バックグラウンドボーカル
- Christine Faith – バックグラウンドボーカル
- Dean Gant – シンセサイザー, ピアノ, 電子ピアノ
- Gwen Guthrie – バックグラウンドボーカル
- Curtis Hudson – ギター
- Raymond Hudson – ベースギター
- Anthony Jackson – ベースギター
- Bashiri Johnson – パーカッション
- レジー・ルーカス – ギター
- Bob Malach – テナーサックス
- Paul Pesco – ギター
- Ira Siegel – ギター
- Ed Walsh – シンセサイザー
- Brenda White – バックグラウンドボーカル
- Norma Jean Wright – バックグラウンドボーカル
- Fred Zarr – シンセサイザー, ピアノ, ドラム, 電子ピアノ, モーグ, フェンダーローズ

### プロダクション
- レジー・ルーカス – プロデューサー
- ジョン・"ジェリービーン"・ベニーテス – プロデューサー
- マーク・カミンズ – プロデューサー
- Jim Dougherty – エンジニア
- Butch Jones – エンジニア
- Bob Blank – エンジニア
- Ted Jenson – マスタリング

### アルバム・デザイン
- Carin Goldberg – アートディレクター
- Gary Heery – フォトグラファー
- George Holy – フォトグラファー (Madonna – The First Album)